# System 1
System 1 МФА: [ˈsɪstəm wʌn], також згадується як Macintosh System Software МФА: [ˈmækənˌtɔʃ ˈsɪstəm ˈsɔfˌtwɛr] — пропрієтарна графічна операційна система, випущена американською компанією Apple Inc. в 1984 році. Вона стала першою ОС в лінійці класичних Mac OS. Спочатку створювалася для Macintosh 128K — першого персонального комп'ютера сімейства Макінтошей, — який працював на мікропроцесорі Motorola 68000. У тому ж році отримала одне велике оновлення до версії 1.1, згодом її замінила System 2.